# لیلا العثمان
لیلا عبدالله العثمان (۱۷ اکتبر ۱۹۴۳) نویسندۀ داستان کوتاه، رمان‌نویس، روزنامه‌نگار و فعال اجتماعی کویتی است. در شهر کویت به دنیا آمد و تحصیل کرد. پدرش، تاجر و شاعر و دارای محفل ادبی بزرگ بود. فعالیت ادبی خود را به عنوان شاعر آغاز کرد و سپس به نوشتن داستان کوتاه و رمان روی آورد. از سال ۱۹۶۵ به روزنامه‌نگاری درآمد.آثار او به چندین زبان ترجمه شده است و از مشهورترین رمان او، «وَسمیّه از دریا درمی‌آید» در سال ۱۹۹۶ یک سریال تلویزیونی، یک تولید رادیویی و یک نمایشنامه اقتباس شده است. این رمان چاپ‌شده در ۱۹۸۶ در میان صد رمان برتر عربی قرن بیستم انتخاب شد. پس از رسیدن به شصت سالگی، خودزندگی‌نامه‌اش را با عنوان «غبارم را پاک کنید» نوشت که بسیار استقبال شد. شماری برنامهٔ ادبی و اجتماعی را در رسانه‌ها تهیه و ارائه کرد. برای دو دورۀ چهار ساله به عنوان دبیر انجمن نویسندگان کویت خدمت کرد.

## زندگی و پیشه
لیلا عبدالله عبداللطیف العثمان در شهر کویت در ۱۷ اکتبر ۱۹۴۳ به دنیا آمد. پدرش عبدالله، ثروتمند و چندین کاخ و همسران زیادی داشت و تاجر بود. از سوی دیگر، شاعر بود و به ادبیات علاقه داشت و در خانهٔ خود یک مجمع ادبی به عنوان محل ملاقات نویسندگان و شخصیت‌های فرهنگی عرب که از کویت می‌گذشتند، تأسیس کرد. پدرش همچنین به عنوان یکی از نیکوکاران بزرگ کویتی شناخته می‌شود که از ساخت مساجد حمایت می‌کرد. مادرش که امیدوار بود پسری بزاید، می‌خواست او را از پنجره به بیرون پرت کند، اما مداخلهٔ پرستار مانع از آن شد. لیلا چهارمین دختر پس از سه خواهرش بود. پدر و مادرش در سه سالگی او طلاق گرفتند و او با نامادری‌اش و دیگر همسران پدرش زندگی می‌کرد. پس از جدایی والدینش و ازدواج مجدد مادرش، پدرش او و خواهرانش را با خود برد. پدرش فقط به طلاق مادرش اکتفا نکرد، چون مادرش دختری به دنیا آورده بود و به خاطر همین موضوع از او متنفر بود، بلکه در روزی که لیلا از خشونتی شدید که از دست شوهر مادرش متحمل شده بود، به سوی پدرش پناه برد، پدرش با بی‌رحمی با او رفتار کرد. شوهر مادرش پوست پاهای لیلا را با انبر آتش می‌کَند، در حالی که مادرش بی‌پناه و ناتوان بود، نه تنها قادر به دلداری دادن به دخترش نبود، بلکه حتی نمی‌توانست او را درمان کند. زندگی او با نامادری و برادران ناتنی به سختی گذشت. در مدرسه، معلمان زن استعدادهای او را یافتند. او ستارهٔ نمایشنامه‌های ساده‌ای شد که برای گروه بازیگری مدرسه می‌نوشت. پدرش تصمیم گرفت او را از مدرسه خارج کند. در کویت آن زمان رسم بر این بود که دختر پس از ازدواج خواهران بزرگترش در خانه می‌ماند تا مردم بدانند و از او خواستگاری کنند. اصرار او برای یادگیری، پدرش را بر آن داشت تا کتابخانهٔ خود را به روی او بگشاید. او را به خواندن ادبیات و نوشتن تشویق کرد. اما از حضور او در انجمن ادبی خود امتناع ورزید و حتی از انتشار مقالاتی به نام خودش امتناع کرد تا مردم ندانند که دخترش در روزنامه‌ها می‌نویسد. او را از بیرون رفتن به بازار یا سینما منع کرده بود، همهٔ این وسایل را در خانه برایش فراهم نمود. او در هر یک از قصرهایش یک استخر ساخته بود و هر هفته یک فیلم در خانه به او نشان می‌داد.
تلاش‌های ادبی لیلا از زمانی که او هنوز در مدرسه بود آغاز شد. در سال ۱۹۶۵، زمانی که او از خانه پدری محافظه‌کارش بیرون رانده شد، شروع به انتشار در روزنامه‌های محلی کرد که موضوعات ادبی و اجتماعی را پوشش می‌داد. از آن زمان، در ستون‌های هفتگی و روزانه در روزنامه‌های محلی و عربی می‌نویسد. پس از ازدواج، شوهرش او را تشویق کرد که در روزنامه‌ها چاپ کند، به ویژه پس از مرگ پدرش اندکی پس از ازدواجش. موضوعاتش میان افکار احساسی، شعر و مقالات اجتماعی در چرخش بود تا اینکه شروع به نوشتن یک ستون روزانه در روزنامهٔ «السیاسه» کرد. تعدادی برنامه ادبی و اجتماعی در صدا و سیما تهیه و ارائه کرد. وی همچنین به مدت دو دورهٔ چهار ساله مسئولیت دبیری انجمن نویسندگان کویت را بر عهده گرفت. به نوشتن داستان‌های کوتاه و رمان و شرکت در فعالیت‌های فرهنگی در داخل و خارج از کویت ادامه داد.اولین مجموعه داستان او با نام «زنی در گلدان» (به عربی: امرأة في إناء) در سال ۱۹۷۶ منتشر شد. شهرت او با انتشار اولین اثرش شروع به گسترش کرد. اولین رمان او با نام «زن و گربه» در سال ۱۹۸۵ منتشر شد. دومین رمان او با نام «وَسمیّه از دریا درمی‌آید» که در سال ۱۹۸۶ منتشر شد، در میان صد رمان برتر عربی قرن بیستم انتخاب شد. این رمان به یک محصول تلویزیونی تبدیل شد که در آن دولت کویت در جشنواره رادیو و تلویزیون در قاهره شرکت کرد و در قالب جشنواره تئاتر جوانان در سال ۲۰۰۷ روی صحنه رفت. ۱۵ مجموعه داستان کوتاه میان سال‌های ۱۹۷۶ تا ۲۰۱۱ نوشت.
او در مورد ادبیات سفر «روزها در یمن» را نوشت و در مورد حمله عراق به کویت «خاطرات صبر و تلخی» نوشت. در زمان اشغال کویت توسط عراق، حاضر نشد کشورش را ترک کند و با فرزندانش تجربهٔ سخت جنگ را که منجر به از هم پاشیدگی خانواده شد، زندگی کند. همسر دوم او، ولید ابوبکر، پس از آزادی کویت از اشغال عراق، مجبور به ترک کویت شد.
به پاس قدردانی از تلاش‌ها، فعالیت‌ها و تولیدات ادبی‌اش، جوایزی از وزارت ارتباطات، انجمن نویسندگان، وزارت کار و امور اجتماعی، وزارت آموزش و پرورش، وزارت آموزش عالی و شورای ملی فرهنگ، هنر و ادبیات کویت دریافت کرده است. همچنین سپرها، مدال‌ها و گواهی‌های قدردانی را از عراق، مصر، یمن، تونس، لبنان و شورای همکاری خلیج فارس دریافت کرده است. در کنفرانس‌های متعددی مانند انجمن داستان کوتاه در کشورهای شورای همکاری خلیج فارس در امارات در سال ۱۹۸۹، سمپوزیوم کنفرانس جهانی در پاکستان در سال ۱۹۹۵، کنفرانس رمان عرب در قاهره در سال ۲۰۰۵ و بیشتر کنفرانس‌های اتحادیهٔ نویسندگان عرب شرکت کرده است.
موضع او در برابر تعصب مذهبی و جنبش‌های سلفی افراطی باعث مشکلاتی برای او شد. او مورد کمپین‌ها و محاکمه‌ها قرار گرفت. در سال ۲۰۰۰، او به همراه عالیه شعیب، استاد فلسفه اخلاق در دانشگاه کویت در آن زمان، به دلیل «عباراتی که موجب آزردگی ذات الهی و عباراتی که مخالف اخلاق و ناقض اخلاق عمومی است» به دو ماه زندان محکوم شد. او در همان سال کتاب خود را با عنوان «محاکمه، برشی از شرح حال واقعیت» منتشر کرد که در آن به رویارویی قبلی با قوه قضاییه که توسط سلفی‌ها در سال ۱۹۹۶ تحریک شده بود، بازنگری می‌کند. او این کتاب را به کسانی که پرونده علیه او را مطرح کردند، تقدیم کرد.
در سال ۲۰۰۴ «جایزه لیلا العثمان برای خلاقیت جوانان کویت در داستان‌های کوتاه و رمان» را تأسیس کرد که هر دو سال یکبار به مردان و زنان اهدا می‌شود.تجاوز اسرائیل به لبنان در تابستان ۲۰۰۶ بر او تأثیرات داخلی گذاشت و او را بر آن داشت تا کتابی دربارهٔ کشوری که از زمانی که برای اولین بار در سن هشت سالگی به آن سفر کرده و عاشقش بود بنویسد، با عنوان «لبنان: نیمی از قلب». او عضو انجمن نویسندگان کویت، انجمن روزنامه‌نگاران کویت و انجمن داستان و رمان اتحادیهٔ نویسندگان عرب است.

## زندگی شخصی
در هجده سالگی او با یک پزشک فلسطینی که سی و سه سال بزرگتر از او به نام حسنی منصور ازدواج کرد که برای خانوادهٔ محافظه‌کارش پذیرفته نبود. خانواده او یکی از خانواده‌های بزرگی بودند که از ازدواج دخترانشان به غیر از پسر عموهایشان خودداری کردند. ازدواج او را وارد دنیای دیگری کرد و ماه عسل خود را در اروپا گذراند. در آن زمان، او به نقاط دیدنی کشورهایی که از آنها می‌گذشت اهمیت نمی‌داد و گفته است: «آنچه مهم بود آزادی و رهایی بود. من در خیابان فریاد می‌زدم و می‌رقصیدم. من یک دختر هجده ساله بودم که دنیا را کشف می‌کردم.»حسنی منصور در سال ۱۹۷۳ درگذشت و چهار فرزند از خود به جای گذاشت که بزرگ‌ترین آنها هفت ساله بود. لیلا العثمان به تکرار تجربه ازدواج با مرد دیگری فکر نمی‌کرد.با این حال، سرنوشت یک فلسطینی دیگر را سر راه او قرار داد، با نویسنده و شخصیت رسانه‌ای ولید ابوبکر که او را دوست می‌داشت، ازدواج کرد و ۱۸ سال با او زندگی کرد. ازدواج دوم او تحت فشار پیامدهای حملهٔ عراق به کویت در سال ۱۹۹۰ به جدایی ختم شد. پس از آزادی کویت، ولید ابوبکر به دلیل دخالت در مسائل سیاسی و اظهاراتی که رهبری کویت آن را توهین‌آمیز می‌دانست از کشور اخراج شد. این زوج بی سر و صدا از هم جدا شدند و به عنوان دوست هر وقت فرصتی پیدا کردند، ارتباط خود را از دست ندادند. لیلا العثمان شش فرزند و چندین نوه دارد؛ چهار دختر، دو پسر و پنج نوه.

## آثار
رمان‌ها:
- المرأة والقطة: المؤسسة العربیة للدراسات والنشر، بیروت، ۱۹۸۵.
- وسميّة تخرج من البحر: شرکة الربیعان للنشر والتوزیع، کویت، ۱۹۸۶.
- العصعص: دار المدی، دمشق، ۲۰۰۲.
- صمت الفراشات: دار الآداب، بیروت، ۲۰۰۷.
- خذها لا أريدها: دار الآداب، بیروت، ۲۰۰۹.
- حكاية صفية: دار الآداب، بیروت، ۲۰۱۳.
- حلم الليلة الأولى: دار الآداب، بیروت، ۲۰۱۰.

مجموعه داستان‌ها:
- الرحيل: دار الآداب، بیروت، ۱۹۷۹.
- في الليل تأتي العيون: دار الآداب، بیروت، ۱۹۸۰.
- الحب له صور: دار الشروق، بیروت، ۱۹۸۷.
- فتحية تختار موتها: دار الشروق، قاهره، ۱۹۸۷.
- لا يصلح للحب: المؤسسة العربیة للدراسات والنشر، بیروت، ۱۹۸۷.
- أمرأة في إناء: شرکة الربیعان، کویت، ۱۹۹۲.
- حالة حب مجنونة: شرکة الربیعان، کویت، ۱۹۹۲.
- 55 حكاية قصيرة: شرکة الربیعان، کویت، ۱۹۹۲.
- الحواجز السوداء: دار القبس، کویت، ۱۹۹۴.
- زهرة تدخل الحي: مختارات قصصية: داستان‌های برگزیده، دار الآداب، بیروت، ۱۹۹۶.
- يحدث كل ليلة: المؤسسة العربیة للدراسات والنشر، بیروت، ۱۹۹۸.
- حلم غير قابل للكسر: داستان‌های برگزیده، الهیئة العامة لقصور الثقافة، قاهره، ۲۰۰۳.
- ليلة القهر: دار شرقیات، قاهره، مصر ۲۰۰۵.
- قصيرة جدا: مطبعة الفیصل، کویت، ۲۰۰۷.
- حكايات الدفاتر المنسية: ۲۰۱۰.
- عباءة المقام: الدار العربیة للعلوم ناشرون، بیروت، ۲۰۱۷.

مجموعه‌های شعری:
- همسات: مطبعة حکومة الکویت، کویت، ۱۹۷۲.
- شعر وخواطر: ۱۹۷۲.
- وردة الليل: مطبعة الفیصل، کویت، ۲۰۰۸.

دیگر کتاب‌ها:
- بلا قيود، دعوني أتكلّم: زندگی‌نامه، دار الحدث للصحافة، ۱۹۹۹.
- المحاكمة.. مقطع من سيرة الواقع: زندگی‌نامه، دار المدی، دمشق، ۲۰۰۰.
- يوميات الصبر والمر: ادبیات جنگی، مطبعة الملک، کویت، ۲۰۰۳.
- أيام في اليمن: سفرنامه، مطبعة الملک، کویت، ۲۰۰۴.
- أنفض عني الغبار: زندگی‌نامه، دار العین، قاهره، ۲۰۱۷.
- ريشات من أجنحة السفر: سفرنامه، دار الفراشة للطباعة والنشر، کویت، ۲۰۱۹.